# Bartoloměj (apoštol)
Svatý Bartoloměj byl jedním z dvanácti Ježíšových apoštolů.
V seznamech dvanácti apoštolů bývá Bartoloměj vždy jmenován před Matoušem, přičemž jméno toho, který jej předchází, se mění a bývá jím buď Filip (srov. Mt 10,3; Mk 3,18; Lk 6,14), anebo Tomáš (srov. Sk 1,13). Jméno Bartoloměj je určitě rodové, protože jeho podoba výslovně odkazuje na jméno otce. Jde totiž o jméno s kořenem pravděpodobně aramejským, bar Talmay (bar Tolomaj), což znamená syn Talmajův. Jeho otec Tolomaj byl ze vznešeného rodu. Bartoloměj tedy vyrůstal v kultivovaném prostředí a získal zde vzdělání. Možné je i podle jména Talmai, které souvisí s hebrejským slovem telem, což znamená „brázda“, říci, že jeho otec byl oráčem. Jméno Bartoloměj bývá tradičně ztotožňováno se jménem Nathanael, což znamená „Bůh dal". Toto ztotožnění obou postav je pravděpodobně motivováno skutečností, že Nathanael ve scéně o povolání, podle Janova evangelia, stojí vedle Filipa, to znamená na místě, které v seznamech apoštolů v ostatních evangeliích patří právě Bartolomějovi. Církev římskokatolická až ve 12. století uznala, že se jedná o jednu osobu.

## Povolání Bartoloměje
Jeho vlastní jméno tedy bylo Nathanael (někdy též Natanael) a pocházel z Kány, galilejského města severně od Nazaretu. A je tedy možné, že byl svědkem velkého znamení, které v Káni Galilejské Ježíš vykonal. (srov. J 2,1–11)
Pravděpodobně byl blízkým přítelem apoštola Filipa, který ho ke Kristu přivedl.
Filip vyhledal Natanaela a řekl mu: „Nalezli jsme toho, o němž psal Mojžíš v Zákoně i proroci, Ježíše, syna Josefova z Nazareta.“ Natanael mu namítl: „Z Nazareta? Co odtamtud může vzejít dobrého?" (J 1, 45 (Kral, ČEP))
V době Kristova mládí skutečně v Nazaretu žilo různorodé obyvatelstvo. Velká část byla pohanská a mezi pohany bylo málo morálně silných jedinců.[zdroj?]
Filip mu odpověděl: „Pojď a podívej se!“ Ježíš, když spatřil přicházet Nathanaela, řekl: „To je pravý Izraelita, v kterém není lsti.“
Ježíš si vysoce cenil Bartolomějovy ušlechtilosti a jeho smyslu pro spravedlnost.
Natanael s údivem odpověděl: „Odkud mne znáš?“ Ježíš mu odpověděl: „Dříve než tě Filip zavolal, viděl jsem tě pod fíkovníkem.“ (srov. J 1,47–48)
Tato odpověď není dodnes jasně srozumitelná. Podle odborníků je vzhledem k tomu, že fíkovník bývá zmiňován jako strom, pod nímž sedávali znalci Zákona, četli Bibli a vykládali ji, možné, že se jedná o narážku na činnost tohoto druhu, které se Natanael věnoval ve chvíli svého povolání. Pakliže je tento předpoklad správný, nutno dodat, že Bartoloměj ve své době mohl čísti pouze Tanach(תנ־ך), nikoli však Bibli, jak ji známe dnes.
Tu Natanael učinil vyznání: „Mistře, ty jsi Boží syn, ty jsi král Izraele.“ (J 1, 49 (Kral, ČEP))
Bartoloměj pochopil, jakou osobností Kristus je. Provázel ho na cestách a byl svědkem jeho zázračných činů.

## Místa evangelizace
O následném apoštolském působení Bartoloměje nemáme přesné zprávy. Podle informace, kterou ve 4. století zaznamenal historik Eusebius, jistý Pantaneus prý našel doklady o Bartolomějově přítomnosti dokonce až v Indii. Odborníci dokládají, že tím se mohla rozumět Etiopie a Arábie. Tam podle podání zanechal aramejský opis Matoušova evangelia. Svatý Jan Zlatoústý dokládá, že Bartoloměj na svých apoštolských cestách kázal o Kristu s velkým úspěchem, až se pohané podivovali nad rychlou změnou v mravech těch, kdo uvěřili. Podle tradice Bartoloměj šířil víru na Arabském poloostrově a v nynějším Turecku. V maloasijské Frýgii se sešel s apoštolem Filipem. Navštívil Lykaonii (kraj kolem města Konya) a putoval dále na východ až do Velké Arménie, respektive do země Šírván (dnes Ázerbájdžán a Dagestán). Nejstarší životopisy se shodují na místě jeho mučednické smrti, kterým se stala Arménie. Přesné místo a rok úmrtí nejsou zcela jasné.

## Spisy
Apoštolu Bartolomějovi bývá tradičně přisuzováno tzv. Bartolomějovo apokryfní evangelium. Skutečný autor spisu je však předmětem debat.

## Legenda
Podle legendy působil v královské rodině šírvánšáhů. Arménský král Polimeus měl dceru, která byla tak zuřivá, že musela být spoutána řetězy. Bartoloměj, jakmile o tom uslyšel, vešel ke králi a slíbil mu, že ve jménu Ježíše Krista jeho dceru uzdraví, jestliže on přijme křesťanskou víru. Král ochotně svolil. Bartoloměj se nad posedlou dívkou pomodlil a zbavil ji zlého ducha. Tento zázrak způsobil veliké podivení, a král i celý jeho dvůr i obyvatelé dvanácti měst uvěřili v Ježíše Krista. Tím však Bartoloměj proti sobě popudil pohanské kněze, kteří na něj poštvali králova bratra Astyagese, zarytého pohana, který ho úkladně zajal, uvěznil a krutě mučil. Údajně se tak stalo ve městě Derbent na břehu Kaspického moře. Bartoloměj byl odsouzen k tzv. perskému trestu smrti. To znamenalo, že byl nejprve stažen z kůže a posléze ukřižován hlavou dolů. Někde bývá uváděno jeho stětí, ale odseknutí hlavy ukřižovaným nebylo zvykem.
Od působení Bartoloměje a Judy Tadeáše odvozuje svůj vznik Arménská apoštolská církev.

## Bartolomějovy ostatky

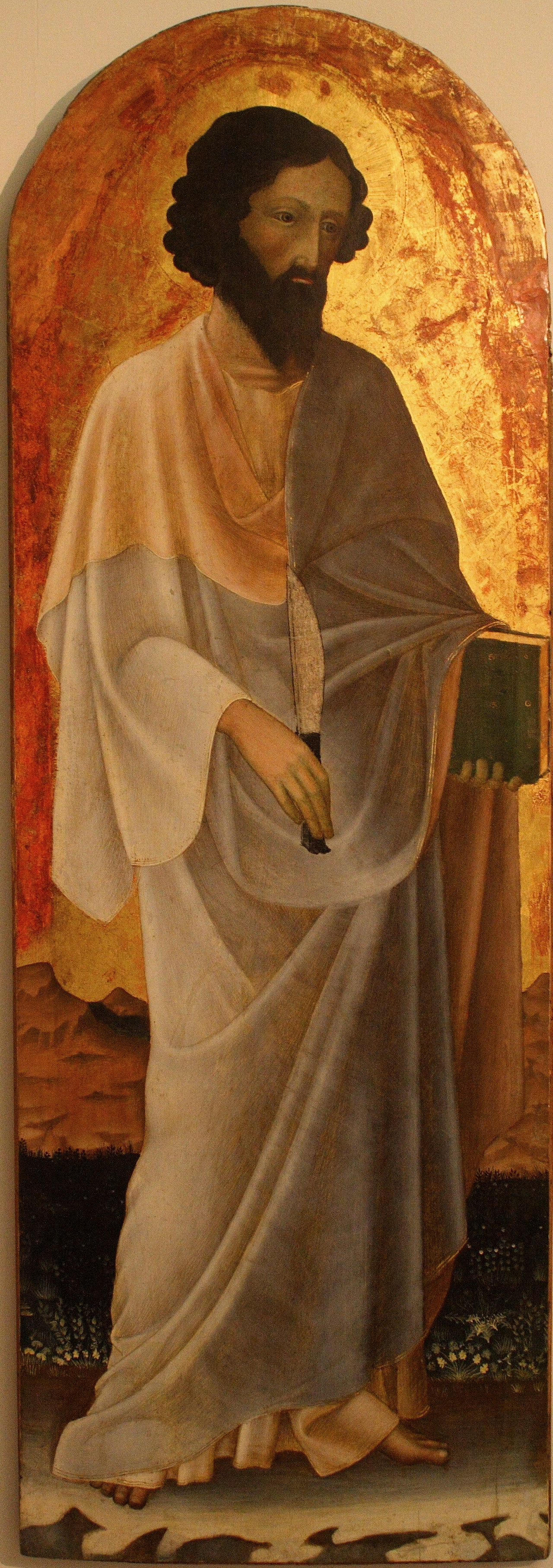
Paolo da Visso: Svatý Bartoloměj, kol. r, 1450, Národní galerie Praha

Bartolomějovy ostatky prodělaly složitou cestu. Na počátku 6. století je dal východořímský císař Anastasius I. přenést do mezopotámské Dury, později se relikvie dostaly na ostrov Lipari u Sicílie (v 8. století) a v roce 809 do jihoitalského města Beneventa v Kampánii. Odtud byly roku 983 přeneseny německým císařem Otou III. do Říma, do hrobky, kterou dal postavit v chrámě sv. Bartoloměje na ostrově v Tibeře nedaleko Kapitolu (původně zasvěceném sv. Vojtěchovi).
V 11. století získala katedrála v Canterbury paži svatého Bartoloměje. Lebka svatého Bartoloměje je od roku 1238 uložena v kostele svatého Bartoloměje ve Frankfurtu nad Mohanem, který se nazývá císařskou katedrálou, „Kaiserdom“.

### České země
Část ostatků tohoto apoštola zdědil Karel IV. po své matce Elišce Přemyslovně. Tři zuby z tohoto dědictví daroval roku 1354 v podobě stříbrné sošky tohoto apoštola, část lebky sv. Bartoloměje císař získal roku 1355 v klášteře Augia maior v Basileji a dal na ně zhotovit stříbrnou relikviářovou bustu, obojí pro Svatovítskou katedrálu v Praze. Další relikvie byly základem stavby kaple sv. Bartoloměje při kostele sv. Klimenta dominikánů na Starém Městě pražském. Barokní kostel sv. Bartoloměje byl zbudován na Starém Městě v ulici Bartolomějské. Některé z Bartolomějových ostatků jsou uloženy v kostele Neposkvrněného početí Panny Marie v Ostravě.

## Patronace
Kult svatého Bartoloměje je vzhledem k tomu, kde všude se nachází jeho relikvie, hojně rozšířen po celé Evropě. Tento mučedník byl vždy velmi uctívaný, a tak není divu, že je patronem mnoha měst a živností. Je patronem Arménie, Frankfurtu nad Mohanem, Maastrichtu, Altenburgu, Lutychu, v Česku například Plzně. Z živností je patronem řezníků, koželuhů, zpracovatelů kůže, lovců kožešin, ševců, krejčích, obuvníků, knihvazačů; také pastevců, sedláků, vinařů, pekařů, obchodníků s olejem, sýrem a solí; sádrařů, štukatérů, i horníků. Vzýván je proti kožním chorobám, nervovým a neurologickým chorobám, proti škubům svalů.

## Ikonografie
Svatý Bartoloměj je v umění často znázorňován. V pozdější, středověké tradici se vžilo vyprávění o jeho smrti stažením z kůže, které se stalo velmi populárním. Velmi známá je scéna z Posledního soudu v Sixtinské kapli, ve které Michelangelo zobrazil sv. Bartoloměje, jak drží v pravé ruce koželužský nůž a v levé ruce vlastní kůži, na níž umělec zanechal svůj autoportrét. Dalšími atributy jsou nůž, kniha, svitek spisů, prapor, někdy kříž.
Svátek svatého Bartoloměje se slaví 24. srpna v římskokatolické církvi a 11. června v ortodoxní církvi.